# Världsmästerskapen i skidflygning 2002
Världsmästerskapen i skidflygning 2002 hoppades 9-10 mars 2002 i Čerťák i Harrachov, Tjeckien för tredje gången. Harrachov anordnade även mästerskapen som en del av Tjeckoslovakien åren 1983 och 1992. För första gången hölls tävlingarna nu över olika dagar. Tysklands Sven Hannawald ledde efter första dagen, men resultaten efter två hopp fick stå sig då svåra väderförhållanden ledde till att de två sista hoppen, andra dagen, avbröts. Sven Hannawald blev först att försvara titeln. Finlands Matti Hautamäki noterade tävlingarnas längsta hopp, med 202.5 meter.

## Individuellt
- 9 mars 2002

| Medalj | Hoppare                   | Poäng |
| Guld   | Sven Hannawald (Tyskland) | 396.3 |
| Silver | Martin Schmitt (Tyskland) | 368.3 |
| Brons  | Matti Hautamäki (Finland) | 363.4 |

## Medaljligan
| Rank | Nation   | Guld | Silver | Brons | Totalt |
| ---- | -------- | ---- | ------ | ----- | ------ |
| 1    | Tyskland | 1    | 1      | 0     | 2      |
| 2    | Finland  | 0    | 0      | 1     | 1      |